# Casona de los Ramírez de Jove

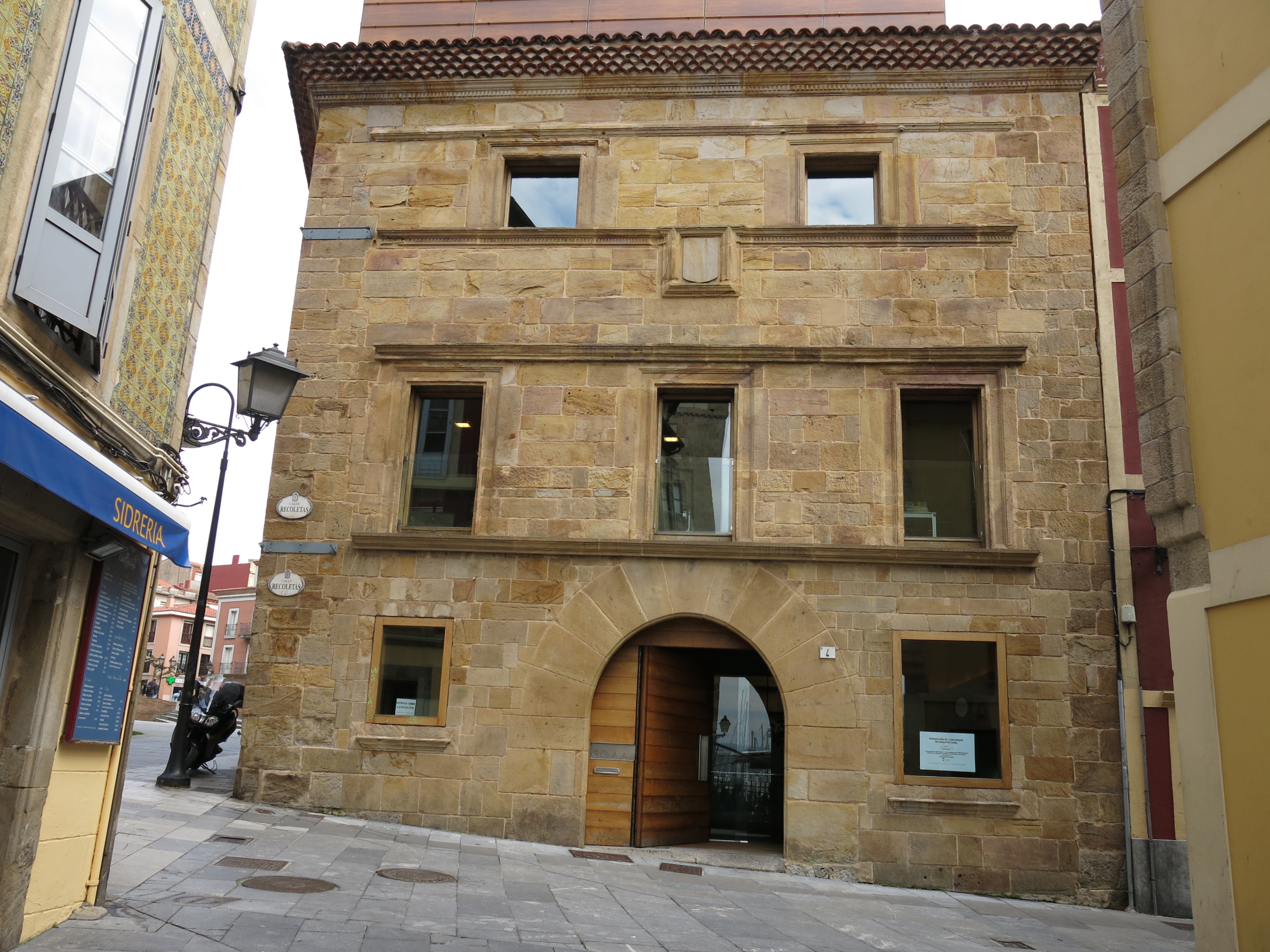
Casona de los Ramírez Jove

La Casona de los Ramírez de Jove está situada dentro del Conjunto histórico artístico de Cimadevilla, en el barrio gijonés de Cimadevilla, en Asturias, España.
Fundada en el siglo XVI, hoy sede del Colegio de Arquitectura, es de planta cuadrada y pórtico central. 
Su fachada está hecha en sillar, de organización simétrica y cuatro pisos. La planta baja de mayor altura con la puerta principal en forma de arco de medio punto con ventanas. 
El piso superior con gran número de aberturas destacando el balcón central sobre la puerta principal y uno a cada lado. En el tercer piso el muro es ciego con escudo y en el último piso hay dos ventanas.
- Datos: Q8342071